# Ahuatzingo
Ahuatzingo är en ort i Mexiko.   Den ligger i kommunen Zumpahuacán och delstaten Mexiko, i den sydöstra delen av landet, 80 km sydväst om huvudstaden Mexico City. Ahuatzingo ligger 1 697 meter över havet och antalet invånare är 371.
Terrängen runt Ahuatzingo är lite bergig. Runt Ahuatzingo är det ganska tätbefolkat, med 160 invånare per kvadratkilometer. Närmaste större samhälle är Ixtapan de la Sal, 18,7 km väster om Ahuatzingo. I omgivningarna runt Ahuatzingo växer huvudsakligen savannskog.